# Forces de la liberté et du changement
Au Soudan, les Forces de la liberté et du changement (FFC) sont une coalition de partis politiques et d'associations opposés au gouvernement militaire soudanais fondée le 1er janvier 2019. Fer de lance de la révolution soudanaise de 2018-2019, elles mènent au renversement d'Omar el-Béchir, au pouvoir depuis 30 ans, le 11 avril 2019. 
Le syndicat de l'Association des professionnels soudanais et le parti Oumma en sont les principales composantes,.

## Historique
Les personnalités qui en font partie font essentiellement partie des élites historiques du pays originaires des régions centrales du Nil. Parmi ses principales figures des FFC, on peut citer Mariam al-Mahdi, vice-présidente du parti Oumma et dernière cheffe de la diplomatie soudanaise entre février et octobre 2021, Hamza Baloul, ministre soudanais de l'Information, ou encore Raja Nicolas Abdel Massih, juriste et chrétienne, l'une des deux femmes membres du Conseil souverain du Soudan.
Après le renversement d'Omar el-Béchir, les Forces de la liberté et du changement et l'armée s'entendent pour former un Conseil militaire de transition (TMC) pour diriger le pays et gérer la transition vers la démocratie.
Le 21 octobre 2021, un nouveau coup d'État est mené par le général Abdel Fattah al-Burhan, lequel s'octroie les pleins pouvoirs, et met fin à la coalition qui partageait le pouvoir. Les FFC redeviennent une force d'opposition et appellent à de nouvelles manifestations et journées de désobéissance civile, considérant qu'ils n'y a « pas de négociation ni de partenariat avec les putschistes ».
En janvier 2022, tout en maintenant leurs appels à manifester, les FFC acceptent de se joindre à une médiation des Nations unies pour tenter de « restaurer la transition démocratique ».
Le 5 décembre 2022, les Forces de la liberté et du changement signent un accord de partage du pouvoir avec la junte militaire soudanaise promettant de réenclencher le processus de transition démocratique dans le pays. Si la communauté internationale, notamment Washington à Abou Dhabi, salue cet accord en tant que « premier pas essentiel vers l’établissement d’un gouvernement dirigé par des civils », des manifestations se poursuivent dans les rues pour le dénoncer et réaffirmer leur triple refus vis-à-vis de la junte : « Pas de négociations, pas de compromis et pas de légitimité ». Les opposants à cet accord dénoncent son opacité et le manque de légitimité des FFC pour représenter la société civile soudanaise, alors que ces derrières ne rassemblent que quatre ou cinq membres, contre soixante-quinze lors de leur fondation en 2019.